# Vitkronad stenskvätta
Vitkronad stenskvätta (Oenanthe leucopyga) är en tätting i familjen flugsnappare. Den förekommer i ökenartade områden i norra Afrika och delar av Mellanöstern. Fågeln är en mycket sällsynt gäst i Europa, med det nordligaste fyndet i Danmark. Beståndet anses vara livskraftigt.

## Kännetecken

### Utseende
Vitkronad stenskvätta är en relativt stor stenskvätta som med sin kroppslängd på 17-18,5 centimeter är jämförbar i storlek med den i övrigt rätt lika arten svart stenskvätta. Likt denna är den i huvudsak med vit övergump och övervägande vit stjärt. Vitkronad stenskvätta är dock slankare, med smalare näbb samt längre vingar och stjärt.
Karakteristisk hos adulta fåglar är den svarta hjässan, men den anläggs inte förrän vid ett års ålder. Vidare är den mycket vit på stjärten med endast en svart mitt linje och små svarta ytterhörn, en egenskap den endast delar med munkstenskvättan (svart stenskvätta har ett brett svart ändband). Vitkronad stenskvätta har också till skillnad från svart stenskvätta helmörka vingar i flykten.

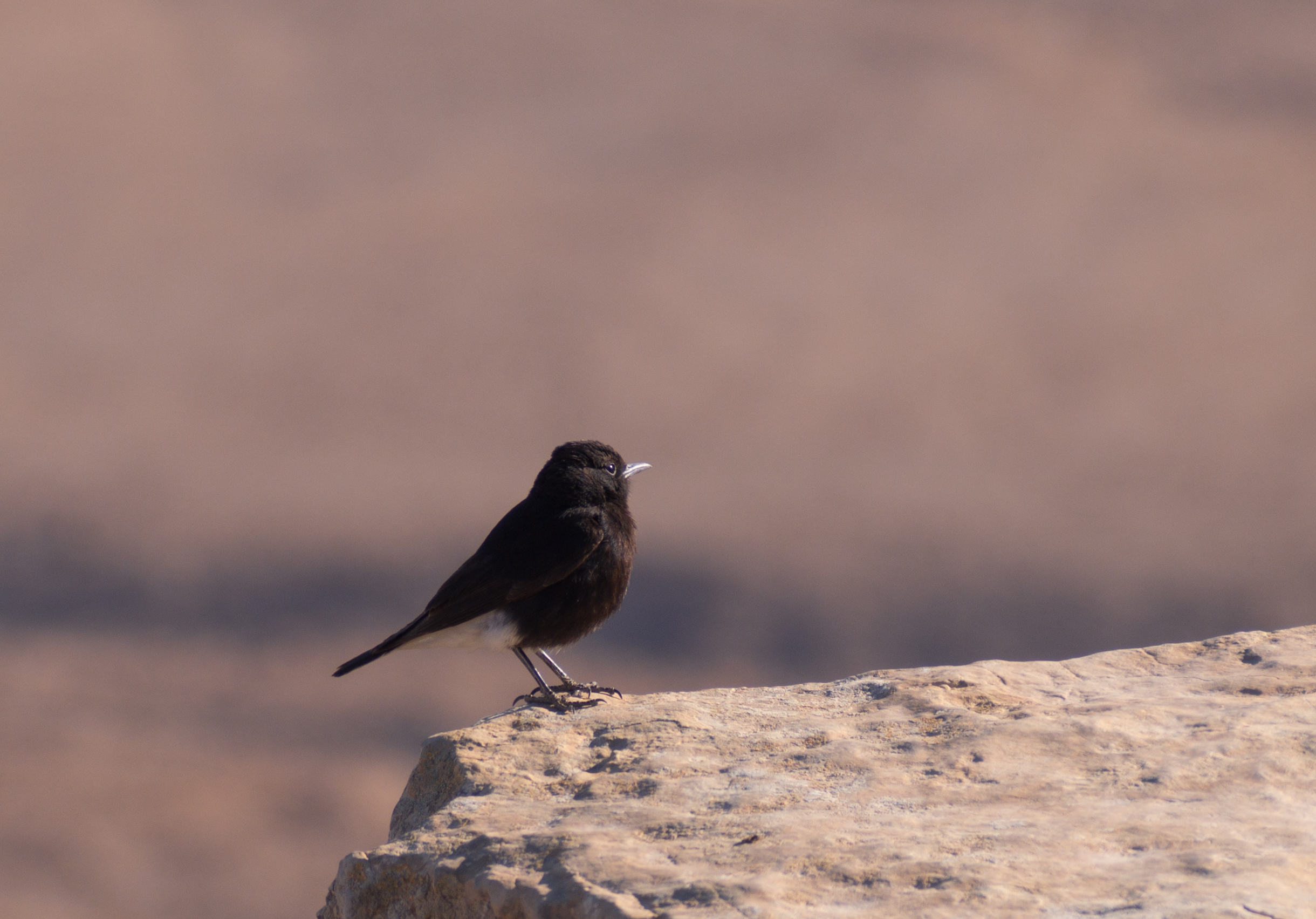
Ung vitkronad stenskvätta utan den vita hjässan.

### Läten
Sången är stark med visselljud och härmningar av andra arter. Andra läten är ett sprucket bizz, ett hest tschrä och ett gällt hiit.

## Utbredning och systematik

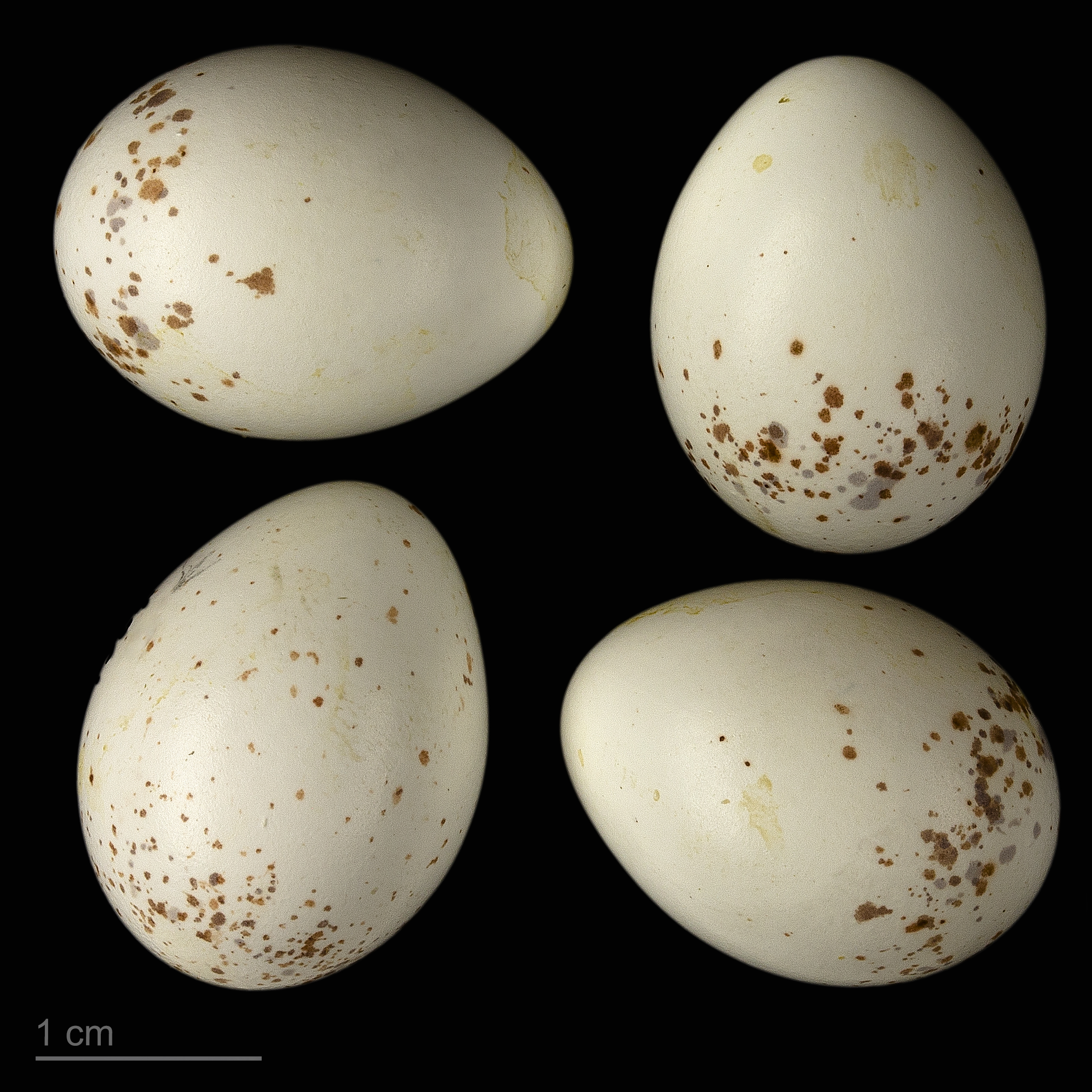
Oenanthe leucopyga aegra

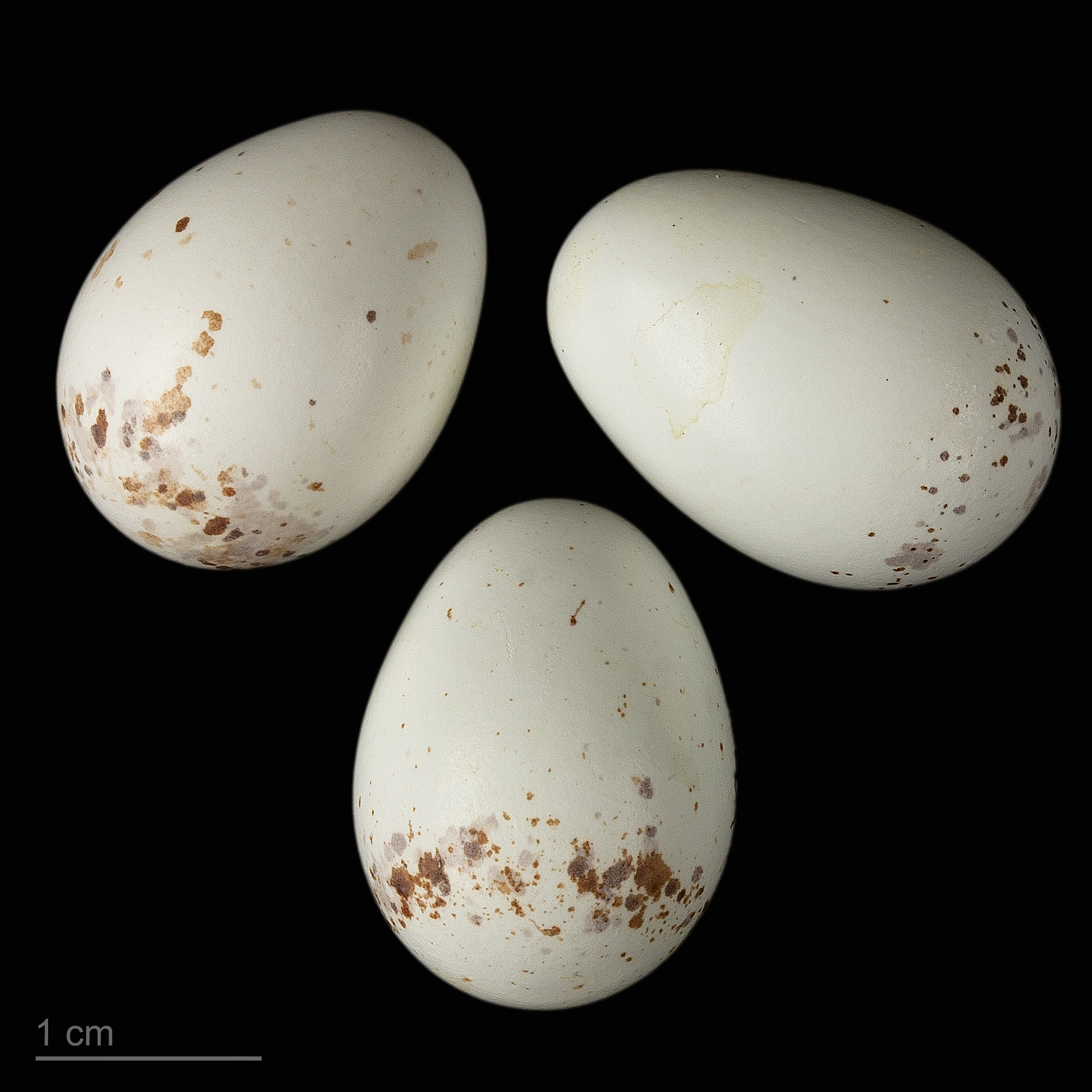
Oenanthe leucopyga leucopyga

Vitkronad stenskvätta delas in i tre underarter med följande utbredning:
- Oenanthe leucopyga aegra – förekommer i steniga öknar från Mauretanien till Tunisien
- Oenanthe leucopyga leucopyga – förekommer i steniga öknar i Mali till Tchad, Sudan, Eritrea och Etiopien
- Oenanthe leucopyga ernesti – förekommer i öknar i Egypten (Döda havet), Saudiarabien, Irak och sydvästra Iran

Underarten aegra inkluderas ofta i nominatformen.
Arten har påträffats vid flera tillfällen i Europa, med fynd från ett antal länder som Italien, Frankrike, Nederländerna, Storbritannien, Spanien och Grekland. Det nordligaste fyndet gjordes när en individ upptäcktes 30 juni 2010 i Saltbækvig på Själland, Danmark.

### Familjetillhörighet
Stenskvättorna ansågs fram tills nyligen liksom bland andra buskskvättor, stentrastar, rödstjärtar vara små trastar. DNA-studier visar dock att de är marklevande flugsnappare (Muscicapidae) och förs därför numera till den familjen.

## Ekologi
Vitkronad stenskvätta är en utpräglad ökenfågel som förekommer i områden utan någon som helst växtlighet. Den trivs i bergsöken och i raviner, på stenslätter och ibland invid hus i oaser. Fågeln bygger sitt bo i en klippskreva eller hål. Arten lever av insekter.

## Status och hot
Arten har ett stort utbredningsområde och en stor population med stabil utveckling. Utifrån dessa kriterier kategoriserar IUCN arten som livskraftig (LC). Världspopulationen har inte uppskattats, men den beskrivs som mycket vanlig i rätt miljö, dock sällsynt i delar av Tunisien.